# Live Shots
Live Shots er et dobbelt livealbum af den danske rockgruppe D-A-D, der blev udgivet den 28. september 2012. Det består af EP'en The Campfire Favourites med akustiske numre samt et livealbum fra bandets koncerter i Falconer Salen den 13. og 14. april 2012. Albummet blev udgivet sammen med fotobogen Live Shots, der udkom i 2500 eksemplarer.
Bogen blev rost i GAFFA, der gav fire ud af seks stjerne, men kaldte den også for noget, der primært henvendte sig til fans.

## Spor
The Campfire Favourites
1. "I Want What She's Got"
2. "The End"
3. "A New Age Moving In"
4. "Last Time In Neverland"
5. "The Place Of The Heart"

Home Alive
1. "A New Age Moving In"
2. "Jihad"
3. "The End"
4. "Everything Glows"
5. "Ridin' With Sue"
6. "Monster Philosophy"
7. "We All Fall Down"
8. "Last Time In Neverland"
9. "I Want What She's Got"
10. "God's Favorite"
11. "The Place Of The Heart"